# 国鉄ポ1形貨車
国鉄ポ1形貨車（こくてつポ1がたかしゃ）は、かつて鉄道省及び1949年（昭和24年）6月1日以降は日本国有鉄道（国鉄）に在籍した10t積の陶器車（有蓋車）である。

## 概要
1934年（昭和9年）3月にワ1形より7両（ワ6650、ワ3977、ワ1781、ワ8766、ワ6167、ワ9227、ワ2904→ポ1 - ポ7）が名古屋工場にて陶器車に改造され、形式名は新形式であるポ1形とされた。
同時期に同工場にて同種車（ワ1形）からポ50形が同じく改造製作されたが、両形式の差異は不明である。
改造に際しては最小限の改造で済ませたため、鋼体化されることなく種車同様木造車として落成した。
全車専属貨車として名古屋地区に集中配置され、戦中期から戦後しばらくの間は有蓋車代用の運用も行われた。このため戦後の1950年（昭和25年）に陶器車として再整備を行ったがこの時点で改造より17年、製造から起算すると30年以上経過していたため翌々年に「老朽貨車の形式廃車」の対象形式に指定され、1952年（昭和27年）6月26日通達「車管第1232号」により告示された。（当時全車が在籍していた） 
塗色は、黒であり、全長は6,324 mm、全幅は2,246 mm、全高は3,480 mm、軸距は3,048 mm、自重は7.2 t - 8.1 t、換算両数は積車1.4、空車0.7、最高運転速度は65 km/h、車軸は10 t長軸であった。
最後まで在籍した2両（ポ2, ポ7）が1953年（昭和28年）10月6日に廃車となり、同時に形式消滅となった。